# Город-сад (Барнаул)

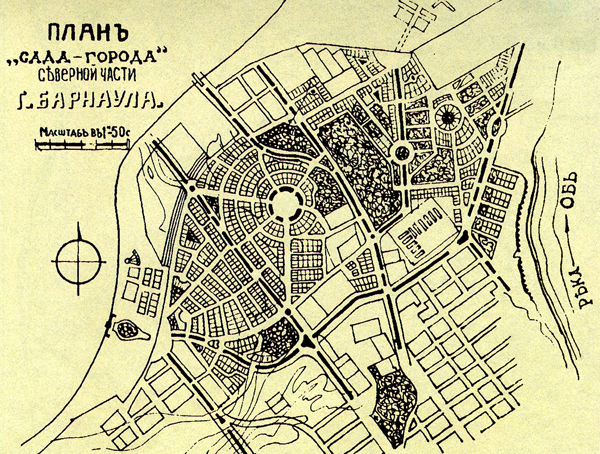
План «сада-города» в северной части Барнаула. Архитектурный проект 1917—1918 годов.

«Город-сад» — градостроительный проект в Барнауле первой половины XX века.

## История создания
В начале XX века в мировой градостроительной практике повсеместной популярностью стали пользоваться идеи англичанина Эбенизера Говарда. В 1902 году книга Говарда «Города-сады будущего» разошлась по всему миру миллионными тиражами. Автор предлагал принципиально новые схемы градостроительства. При этом в книге были даны подробные графические планы-схемы, по которым предлагалось создавать новые городские пространства.
«Город-сад» рассматривался как образец нового города, где планомерно устроенное поселение располагалось на дешёвой земле, принадлежащей общине. В основе было стремление создать для малообеспеченного населения здоровые социально-бытовые условия в несколько обособленных полудеревенских, пригородных посёлках. Предполагалось располагать их преимущественно на пустырях и окраинах.
Социальной подоплёкой дезурбанистического расселения в городах-садах был протест против плохих условий жизни в крупнейших европейских городах с их скученностью, антисанитарией и прочими пороками.

## Появление плана в Барнауле
В 1914 году в газете «Жизнь Алтая» была опубликована статья «Города будущего, города-сады». В статье достаточно подробно излагалось содержание книги Э. Говарда «Город будущего». Автора статьи увлекла идея англичанина создать проект жизнеустройства, в котором бы сочетались все положительные стороны жизни как города, так и деревни. В 1915 году в Барнауле был открыт филиал русского общества городов-садов. Председателем общества стал управляющий алтайской железной дорогой А. М. Ларионов, заместителем — А. И. Петров.
После пожара 2 мая 1917 года в Барнауле встал вопрос обеспечения жильём погорельцев. Через несколько месяцев, 23 октября 1917 года Барнаульская городская дума утвердила план сада-города, разработанный с участием архитектора Ивана Носовича. В его основе была идея возведения для пострадавших от пожара оригинального городка.

## Детали проекта
Основные пункты градостроительного проекта:
- участки под строительство жилого комплекса предлагались размером в 200 квадратных саженей (107×80 м);
- жилые здания не должны были превышать два этажа;
- один дом — одна семья;
- 80 % площади должно было быть абсолютно свободно от построек и находиться под садом, огородом, цветником, хвойными насаждениями;
- земельный участок по плану нельзя было обносить забором;
- скот и птицу разрешалось держать только в закрытых помещениях;
- нельзя весь участок использовать в качестве огорода;
- Каждый дом должен иметь свою индивидуальность и неповторимость.

И, несмотря на некоторый утопизм этих идей, по общему замыслу город-сад должен был занять территорию в 9 гектаров. Центром нового города предполагалось сделать идеально круглую площадь, от которой отходило бы шесть симметричных радиусов-бульваров. Площадь должна была напоминать солнце, бульвары — солнечные лучи. Радиус по плану — один километр. По периметру площадь предполагалась обсадить зелёными насаждениями, преимущество отдавалось деревьям.
По сути, это была модель идеального города: существует промышленная и жилая зоны. Согласно плану, городской общественный транспорт предполагалось пустить только по бульварам, грузовой — в объезд города. На кольцевые улицы, представляющие собой парковую зону, автомобилям въезд был запрещён.
По одному из вариантов планировалось разместить сад-город на месте нынешней площади Сахарова. Позже, в середине 1918 года, был разработан на тех же принципах проект заселения западной части города, в районе реки Пивоварки. Ещё одна — восточная площадка для строительства сада-города в Барнауле должна была расположиться в районе овчинно-меховой фабрики. За пределы сада-города вынесены были фабрика, нефтебаза, сырьевые кожевенные склады, железная дорога и железнодорожные мастерские, тюрьму, мощный водопроводный резервуар и кладбище.
В северной части города приступили к строительству. Было выделено 300 участков для строительства. Но желающих оказалось так много, что пришлось проводить жеребьёвки. Стимулом было то, что погорельцы желали обзавестись жильём. Однако из-за общей хозяйственной неупорядоченности в ходе реализации проекта нарушались элементарные градостроительные нормы, а во время строительства нередко происходил самозахват территории.
Позднее, в середине 1930-х годов проектируемый центр сместился в сторону площади Текстильщиков. Первые три луча бульвара пересекались с Московским (Ленинским) проспектом. Далее от проспекта, как в зеркальном отражении, планировалось создать ещё один градостроительный комплекс на Привокзальной площади. Постройки должны были образовывать все новые и новые круги, где каждый последующий круг — больше предыдущего. При этом круговые улицы так же по периметру мыслилось обсадить деревьями и кустарниками. Весь город-сад по огромному радиусу должен был быть окружён небольшими участками сохранившихся лесов, создавая своеобразный зелёный пояс.
Но планы и реальное строительство не совпадали, отчасти из-за стоимости проекта, а также после прихода Советской власти.

## Последствия и результаты
В феврале 1932 года из Москвы прибыла комиссия для подбора площадки под строительство будущего текстильного комбината. Ситуация осложнялась отсутствием общего перспективного плана развития города. Если первоначально комбинат хотели строить на юге от города, у деревни Ерестной, то впоследствии, после изучения климатических особенностей и розы ветров решили готовить строительную площадку на севере от города, в том месте, где уже начали планировать на местности и строить город-сад.
Идеи сада-города овладевали также жителями города Бийска, Рубцовска и Горно-Алтайска. Но и там проект так и остался незаконченным.
В Барнауле проект города-сада в целом не был осуществлён, но некоторые влияния идей сказались на облике социалистического городка, к строительству которого в Барнауле приступили в 1930-е годы — в частности парк Изумрудный и расположение некоторых улиц.